# Archidendron bigeminum
Espèce
Archidendron bigeminum est une espèce de plantes à fleurs de la famille des Fabaceae.

## Description
C'est un arbre.